# Ambasada Rzeczypospolitej Polskiej w Konfederacji Szwajcarskiej z siedzibą w Bernie
Ambasada Rzeczypospolitej Polskiej w Konfederacji Szwajcarskiej z siedzibą w Bernie (niem. Botschaft der Republik Polen in Bern; fr. L’Ambassade de la Republique de Pologne a Berne) – polska misja dyplomatyczna w stolicy Szwajcarii. Ambasador Rzeczypospolitej w Szwajcarii akredytowany jest również w Liechtensteinie.

## Podział organizacyjny
- Referat Polityczno-Ekonomiczny (niem. Referat für Politik und Wirtschaft, fr. Service politique et économique), Elfenstrasse 20A
- Referat Konsularny (niem. Konsularreferat, fr. Section consulaire), Elfenstrasse 20A
- Attachat Obrony (niem. Militärattaché, fr. Attaché de défense), Elfenstrasse 20A
- Wydział Promocji Handlu i Inwestycji (niem. Abteilung für Handels- und Investitionsförderung, fr. Service de la promotion du Commerce et des Investissements), Elfenstrasse 9
- Referat Administracyjno-Finansowy (niem. Verwaltungs- und Finanzreferat, fr. Service de l’administration et des finances), Elfenstrasse 20A

Na terenie Szwajcarii i Liechtensteinu działa również jedno stałe przedstawicielstwo i dwa konsulaty honorowe:
- Stałe Przedstawicielstwo Rzeczypospolitej Polskiej przy Biurze Narodów Zjednoczonych w Genewie
- Konsulat Honorowy RP w Bazylei
- Konsulat Honorowy RP w Lugano

## Kalendarium
- 12 marca 1919 roku zostały nawiązane pomiędzy Polską a Szwajcarią oficjalne stosunki dyplomatyczne. W tym samym roku zostało utworzone Poselstwo Rzeczypospolitej Polskiej w Bernie.
- 7 lipca 1945 roku władze Szwajcarii uznały Tymczasowy Rząd Jedności Narodowej, tym samym wycofując akredytację chargé d’affaires Aleksandrowi Ładosiowi reprezentującemu Rząd RP na uchodźstwie.
- W 1958 roku polskie poselstwo w Bernie zostało podniesione do rangi ambasady.
- 6 września 1982 roku został przeprowadzony atak terrorystyczny na Ambasadę RP.

## Szefowie misji
- Zob. Przedstawiciele dyplomatyczni Polski w Szwajcarii

## Siedziba
Polska ambasada mieści się w neobarokowej, dwupiętrowej willi przy Elfenstrasse 20 w Bernie. Została ona zaprojektowana przez architekta Alberta Gerstera jako prywatna rezydencja fabrykanta Karla Wilhelma Franka Fellenberga von Müllera w 1907 roku. Od 1912 roku była użyczana różnym misjom dyplomatycznym. Na początku Poselstwu Wielkiej Brytanii, a dwa lata później Poselstwu Królestwa Rumunii. 8 października 1918 roku willa została sprzedana profesorowi Emilowi Bürgi, dyrektorowi Instytutu Medyczno-Chemicznego i Farmakologicznego, od którego w 1920 roku Poselstwo Rzeczypospolitej Polskiej wynajęło nieruchomość. 7 czerwca 1928 RP odkupiła całą nieruchomość z działką o powierzchni 36 arów za kwotę 320 tys. franków.
W 1965 roku kancelarię i administrację ambasady przeniesiono do nowo wybudowanego budynku „konsulatu” przy Elfenstrasse 20A. Willę pozostawiono jako reprezentacyjną rezydencję ambasadora. Na parterze, w dawnej sali jadalnej, zachował się piękny piec w typie holenderskim. W ogrodzie wielki głaz polodowcowy oraz lipa drobnolistna odmiany warszawskiej, zasadzona w 1997 r.

## Grupa Ładosia
„Grupa Ładosia” zwana też „szóstką berneńską” – nazwa przypisywana polskim dyplomatom oraz działaczom żydowskim, którzy wspólnie stworzyli w Szwajcarii w czasie II wojny światowej system nielegalnej produkcji paszportów południowoamerykańskich dla ratowania europejskich Żydów z Zagłady.